# Лапікура Валерій Павлович
Лапікура Валерій Павлович (9 вересня 1943, село Кутузівка, Омська область, Росія — 30 липня 2023) — український тележурналіст, кіносценарист, письменник. Заслужений журналіст України (1997). Лауреат Республіканської премії ім. Я. Галана (1989). Член Національної спілки журналістів України. Працював ведучим політично-аналітичних програм у Національній телекомпанії України.
Дитинство і юність пройшли в Україні у містечках над річкою Рось.

## Освіта
Закінчив філологічний факультет Київського державного університету ім. Т.Шевченка (1965).

## Кар'єра і творчість
З 1965 — журналіст, редактор, кореспондент, коментатор Держтелерадіо УРСР. Сценарії та ведення програм для молоді та юнацтва.
З 1992 — політичний оглядач — ведучий програм Національної телекомпанії України. Сценарії та ведення (у співавторстві з Наталею Лапікурою) першого на українському телебаченні політичного шоу «Акценти», сценарії та режисура документальних телесеріалів «Югославія. Мертвий сезон», «Кримські вітри» (1994—1995 рр.) та «Політика. Час місцевий» (1998 р.). Заслужений журналіст України — з 1996 року. З 2003-го року — на творчій роботі.
У співавторстві із своєю дружиною Наталею Лапікурою у 2001-му році видав спільний художній твір «Хазарська балада» — історико-політичне фентезі, де проводяться паралелі між подіями древньої та найсучаснішої історії України. У 2004-2006-му році — перші три томи київського детективу в стилі ретро «Інспектор і кава». Це романи і повісті з життя працівників Київського карного розшуку 70-х років минулого століття. Серіал відзначений у міжнародних рейтингах видавців та в рейтингу найкращої української книги за версією «Бі-Бі-Сі». Робота над продовженням серіалу триває.
В 2008 разом з дружиною видав книжку оповідань для дітей «Валерій і Наталя Лапікури про Григорія Сковороду, Жана Анрі Фабра, Петра Котляревського, Івана Кожедуба, Михайла Остроградського».
Подружжя Лапікур випустило також дві повісті «народного» детективу, об'єднані в 2009-му році під спільною назвою «Вовкулаки не пройдуть».

## Вибрані твори
Окрім творів написаних українською і представлених в цій бібліографії, автори також видали в електронному форматі повісті російською мовою «Исчезнувший поезд» та «С. С.С. Р. (связано, спаяно, схвачено, расплачено)». С. С.С.Р — це розповідь про те, у що обертається сучасній міліції горезвісне падіння цеглини на голову конкретній людині в непідходящий момент.
Бібліографія вибраних творів:
- Кримінальний роман: малоросійський детектив. (?)[5]
- «Хазарська балада»: роман-фентезі (2001 р.);

- Детективний серіал «Інспектор і кава #1» (київський детектив у стилі «ретро») (2004—2006 рр.)
  - "Покійник «по-флотському» («Інспектор і кава»)
  - Наступна станція — смерть («Інспектор і кава»)
  - Поїзд, що зник («Інспектор і кава»)

- «Вилов бандюг по-науковому» «Інспектор і кава #2» (2005)
  - «Комісар Мегре і Кіціус»
  - «Комедія з убивством»
  - «Вилов бандюг по-науковому»

- Непосидючі покійнички («Інспектор і кава» #3) (2006)
  - «Прищепка на хвості»
  - «Кава по-диявольськи»
  - «Непосидючі покійнички».

- Роман-фентезі «Чарівна брама». (2008 р.)[6]

- «Валерій і Наталя Лапікури про Григорія Сковороду, Жана Анрі Фабра, Петра Котляревського, Івана Кожедуба, Михайла Остроградського» (2008)

- Вовкулаки не пройдуть: народний детектив (2009)
  - Народний детектив «Ще не вмерла…» (2004 р.)[7]

- Детектива! (2010)

- В Багдаді все спокійно («Інспектор і кава») (2010)

- «Містечко моє, містечко» — двокнижжя (2010)
  - Кобиздохівські оповісті
  - Короп по-чорнобильськи

- Рушниця, що не вистрелила" (2010)

- Чорна комедь з убивством (2012)

- Провінційна полька з вихилясами (2012)

- Мурро і Гавчик. Розслідування починаються (2016)
- Мурро і Гавчик. По слідах чупакабри (2016)
- Мурро і Гавчик. Загадка собаки Баскервілів (2016)
- Мурро і Гавчик. Викриття шпигуна (2016)
- 2016 — колективна збірка оповідань та новел «Палітра смаків» із серії «П'ять зірок»
- 2017 — колективна збірка оповідань «Їде маршрутка…» із серії «Дорожні історії»

## Відзнаки
Відзначений
- премією Союзу журналістів УРСР «Золоте перо»
- Республіканською премією імені Я. Галана (1989).